# 박보 (고려)
박보(朴保)는 삼별초의 난 진압과 원나라의 일본 원정에 참전한 고려의 무신이다.